# A2 Ethniki 1999-2000
L'A2 Ethniki 1999-2000 è stata la 39ª edizione della seconda divisione greca di pallacanestro maschile. La 14ª edizione con il nome di A2.

## Classifica finale
| #  | Teams                         | P  | V  | P  | PF   | PS   | Pt | Qualificate |
| -- | ----------------------------- | -- | -- | -- | ---- | ---- | -- | ----------- |
| 1  | Makedonikos K.A.E.            | 26 | 22 | 4  | 1857 | 1596 | 48 | Promozione  |
| 2  | Milōn                         | 26 | 20 | 6  | 2008 | 1814 | 46 | Promozione  |
| 3  | Apollon Patrasso              | 26 | 20 | 6  | 1947 | 1806 | 46 |             |
| 4  | Papagou                       | 26 | 15 | 11 | 1835 | 1746 | 41 |             |
| 5  | Palaio Faliro                 | 26 | 13 | 13 | 1843 | 1815 | 39 |             |
| 6  | MENT BC                       | 26 | 12 | 14 | 1715 | 1735 | 38 |             |
| 7  | Ionikos Neas Filadelfeias BC  | 26 | 11 | 15 | 1813 | 1776 | 37 |             |
| 8  | Iōnikos Nikaias               | 26 | 11 | 15 | 1624 | 1711 | 37 |             |
| 9  | G.S. Ariōn                    | 26 | 11 | 15 | 1650 | 1724 | 37 |             |
| 10 | K.A.O. Dramas                 | 26 | 11 | 15 | 1777 | 1878 | 37 |             |
| 11 | G.S. Larissa                  | 26 | 11 | 15 | 1841 | 1807 | 37 |             |
| 12 | Olympia Larissa BC            | 26 | 10 | 16 | 1622 | 1734 | 36 |             |
| 13 | M.A.S. Filippos Thessalonikīs | 26 | 9  | 17 | 1696 | 1823 | 35 | Retrocesse  |
| 14 | Peiraïkos Syndesmos           | 26 | 6  | 20 | 1630 | 1893 | 32 | Retrocesse  |